# Mediální cena GLAAD
Mediální cena GLAAD (anglicky GLAAD Media Award) je ocenění, které každoročně uděluje americké nestátní neziskové sdružení Gay and Lesbian Alliance Against Defamation (GLAAD). Sama organizace vznikla v roce 1985 a roku 1990 poprvé ocenila počiny ve prospěch gayů a leseb v různých oblastech mediální práce (za předchozí rok). Zpočátku organizace vyhlašovala jen oceněné, od roku 1996 se začaly vyhlašovat i nominace. V roce 2005 byl vyhlašovací ceremoniál poprvé přenášen v televizi.

## Kategorie
V roce 2014 byla cena udílena v těchto oficiálních kategoriích:
Anglofonní kategorie
- mainstreamový film (Film – Wide Release)
- alternativní film (Film – Limited Release)
- televizní nebo filmový dokument (Documentary)
- komediální seriál (Comedy Series)
- dramatický seriál (Drama Series)
- jednotlivý díl v seriálu (Individual Episode)
- televizní film nebo minisérie (Television Movie or Mini-Series)
- jednotlivý díl talk show (Talk Show Episode)
- každodenní dramatický pořad (Daily Drama)
- soutěžní i nesoutěžní reality show (Reality Program)
- televizní publicistika (TV Journalism – Newsmagazine)
- televizní zpravodajství (TV Journalism Segment)
- novinový článek (Newspaper Article)
- celkové časopisecké pokrytí (Magazine Overall Coverage)
- časopisecký článek (Magazine Article)
- článek digitální žurnalistiky (Digital Journalism Article)
- multimediální příspěvek digitální žurnalistiky (Digital Journalism – Multimedia)
- blog (Blog)
- hudební umělec (Music Artist)
- komiks (Comic Book)
- zvláštní uznání (Special Recognition)

Hispanofonní kategorie
- telenovela (Novela)
- díl denní talk show (Daytime Talk Show Episode)
- rozhovor ve večerní nebo noční talk show (Talk Show Interview)
- televizní publicistika (TV Journalism – Newsmagazine)
- televizní zpravodajství (TV Journalism Segment)
- žurnalistika lokální televize (Local TV Journalism)
- novinový článek (Newspaper Article)
- časopisecký článek (Magazine Article)
- článek digitální žurnalistiky (Digital Journalism Article)
- multimediální příspěvek digitální žurnalistiky (Digital Journalism – Multimedia)
- hudební umělec (Music Artist)
- zvláštní uznání (Special Recognition)

Kromě těchto soutěžních kategorií se předávají také různá čestná ocenění (Honorary Awards).